# 斎藤真澂
斎藤 真澂（さいとう しんちょう、1880年〈明治13年〉1月2日 - 没年不明）は、昭和時代前期の日本の政治家。鉄道官僚。三重県宇治山田市長。

## 経歴
国井清廉の三男として岐阜県、のちの羽島郡笠松町に生まれ、斎藤光の入夫となる。1906年（明治39年）7月、東京帝国大学法科大学法律学科（独法）を卒業。更に大学院に学んだ。帝国鉄道院に出仕し、同書記、同参事、鉄道局参事、札幌、仙台、各鉄道局運輸課長、鉄道監察官を経て、札幌鉄道局長および鉄道省監察局長に進んだのち退官する。その後、参宮急行電鉄専務取締役を経て、1935年（昭和10年）11月、宇治山田市長に就任した。1940年（昭和15年）1月、再選した。3期務め1946年（昭和21年）3月に退任。その後、公職追放となった。